# Frankfurt (Oder)

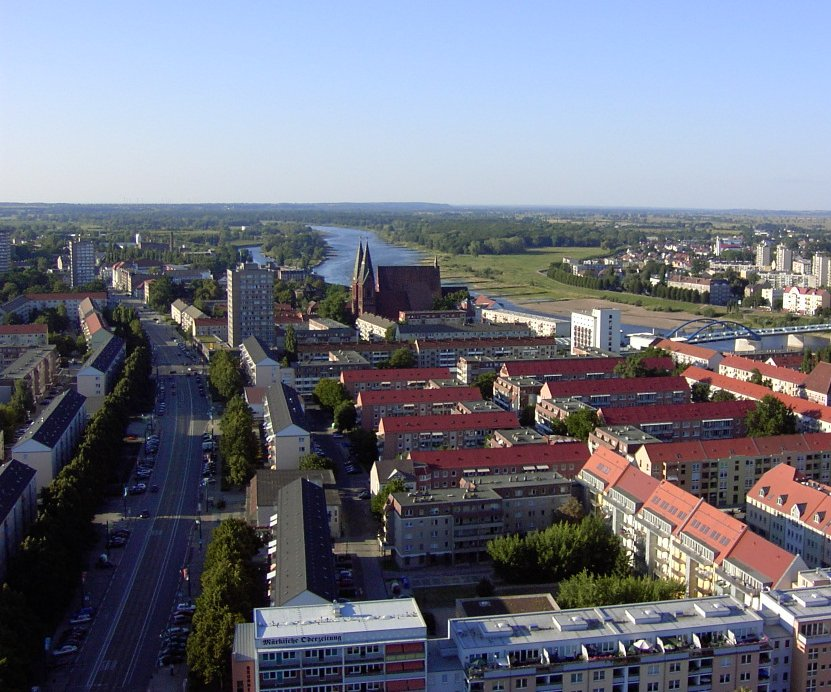
Frankfurt (Oder)

Frankfurt (Oder), numit uneori Frankfurt pe Oder,  este un oraș în landul Brandenburg, Germania, pe malul de vest al râului Oder, la granița cu Polonia. Frankfurt (Oder) are, administrativ, statut de oraș-district (în germană kreisfreie Stadt), deci este un district urban.  Are o populație de circa 70.000 de locuitori. Pînă în 1945 orașul era situat pe ambele maluri ale Oderului, după trasarea noii frontiere polono-germane fiind divizat în două părți (partea poloneză a orașului se numește acum Słubice).
Clădiri importante: Universitatea Viadrina (sec. XVI), biserica Marienkirche (sec. XIII-XVI), Muzeul memorial Heinrich von Kleist.
A nu se confunda cu orașul Frankfurt pe Main din landul german Hessa, care este de aproape 10 ori mai mare.

## Populație istorică
- 1618: 10.000
- 1780: 10.000
- 1816: 15.600
- 1875: 47.200
- 1910: 68.300
- 1939: 83.300
- 1990: 87.000
- 2000: 73.800

## Economie
A fost un important centru industrial și nod feroviar în Germania interbelică, fiind distrus aproape integral în aprilie 1945. După război a revenit RDG-ului, fiind acum situat la granița cu Polonia. Era divizat în două și lipsit de vechiul hinterland pentru care servise drept centru de atracție, astfel că orașul nu a reușit să-și redobândească rolul de altă dată. În prezent, chiar și după reunificarea Germaniei,  multe întreprinderi sunt închise, iar rata șomajului, în pofida eforturilor autorităților, rămâne destul de înaltă.

## Personalități născute aici
- Bernhard Siegfried Albinus (1697 - 1770), medic;
- Heinrich von Kleist (1777 - 1811), scriitor;
- Anton von Werner (1843 - 1915), pictor;
- Georg Hermann Quincke (1834 - 1924), fizician;
- Franz Hübner (1846 -1877), entomolog;
- Hermann Weingärtner (1864 - 1919), gimnast olimpic
- Rudolf Abel (1868 - 1942), bacteriolog;
- Theodor Busse (1897 - 1986), general în Wehrmacht;
- Yohanan Aharoni (1919 - 1976), arheolog israelian;
- Günter Kießling (1925 - 2009), general în Bundeswehr;
- Rüdiger Bahr (1939 - 2023), actor, scenarist, regizor;
- Klaus Köste (1943 - 2012), gimnast olimpic, politician;
- Maik Bullmann (n. 1967), luptător olimpic;
- Andreas Szigat (n. 1971), înotător;
- Sebastian Köber (n. 1979), pugilist;
- Katja Schülke (n. 1984), handbalistă.